# Gryllus abnormis
Gryllus abnormis är en insektsart som beskrevs av Lucien Chopard 1970. Gryllus abnormis ingår i släktet Gryllus och familjen syrsor. Inga underarter finns listade i Catalogue of Life.